# Röstånga kyrka
Röstånga kyrka är en kyrkobyggnad i Röstånga. Den är församlingskyrka i Kågeröd-Röstånga församling i Lunds stift.

## Kyrkobyggnaden
Kyrkan uppfördes av gråsten i romansk stil under 1100-talets andra hälft och bestod då av ett långhus, ett smalare kor och en absid. Vissa detaljer, såsom omtag till portarna och hörnkedjorna byggdes av Höörsandsten. På 1300-talet byggdes ett vapenhus framför den sydliga porten. Inga takvalv uppfördes under medeltiden, utan kyrkan hade ett brädtak under hela medeltiden och fram till 1800-talet. Det medeltida vapenhuset vid södra sidan revs 1715 och ersattes av ett nytt i trä. Det låga kvadratiska tornet i väster tillkom 1813 efter att västgaveln skadats i en storm. Långhuset förlängdes 1838-39 åt öster, då nuvarande raka kor tillkom. Ett nytt tunnvälvt tak byggdes till kyrkan. Vid en ombyggnad 1939 höjdes tornet med en meter till sin nuvarande höjd. 1954 byttes takbeläggningen ut från plåt till tegel.  Det södra vapenhuset revs 1813, utan att ersättas av ett nytt. 1972 byggdes en sakristia på det medeltida vapenhusets plats vid södra sidan.
Under renässansen fick kyrkan en altarsats av typ additionsaltare med textavsnitt på latin, två fält målade med en nattvardsscen och korsfästelsen, samt ett lamm med en fana längst upp. Efter renoveringen 1838 ersattes detta av en altarpredikstol, men 1893 flyttades predikstolen till sin nuvarande plats i långhusets sydöstra hörn. En altartavla av H Lindqvist föreställande Jesus i Getsemane tog dess plats 1898.

## Inventarier
- Dopfunten i sandsten är från medeltiden.
- Dopfatet i mässing har bebådelsen i bottenrelief. Fatet tillverkades omkring år 1600 i Nürnberg och har året 1627 inpräntat tillsammans med en initial och en vapensköld.

Någon gång mellan 10 och 11 oktober 2013 stals nästan allt kyrksilver. Däribland stals sex ljusstakar, fyra vaser och hela nattvardsservisen.

### Orgel
- 1881 byggde Rasmus Nilsson, Malmö en orgel med 8 stämmor. Den kom till från avsatt penninggåva av Jonas Hallenborg, arrendator på Herrevadskloster, som skänkt 8000 kr för en ny orgel och till gamla kyrkans reparation.[2]
- Den nuvarande orgeln byggdes 1943 av E. A. Setterquist & Son Eftr., Örebro, och är en pneumatisk orgel. Den har fria och fasta kombinationer.

| Huvudverk I   | Svällverk II        | Pedal       | Koppel    |
| Principal 8´  | Rörflöjt 8´         | Subbas 16´  | I/P       |
| Borduna 8'    | Salicional 8        | Koralbas 8´ | II/P      |
| Oktava 4'     | Flöjt 4'            |             | II/I      |
| Oktava 2'     | Fugara 4'           |             | I 4'/I    |
| Mixtur 3 chor | Gemshorn 2'         |             | II 16'/I  |
|               | Sesquialtera 2 chor |             | II 16'/II |
|               | Crescendosvällare   |             |           |